# Passitea Crogi
Passitea Crogi (* 13. září 1564 Siena – 13. května 1615 tamtéž) byla italská řeholnice.

## Život
Narodila se 13. září 1564 v Sieně jako dcera malíře Pietra a Camilly Balgiani. Měla tři bratry a čtyři sestry; Achilles, Kleopatra, Tullio, Lavinia, Tiberia, Alessandro a Cinzia.
Od mládí byla známá svou mystickou zbožností a silným sklonem k praktikám tělesného umrtvování. Pokusila se založit ženskou řeholní kongregaci podle kapucínské řehole. Iniciativa se nesetkala se souhlasem sienského arcibiskupa Ascania Piccolominiho, který považoval počet klášterů ve městě za nadměrný, a to i vzhledem k ekonomickým potížím ve městě. Jejího cíle se nepodařilo dosáhnout.
Roku 1597 se s osmnácti společnicemi přestěhovala do Florencie, kde si ji oblíbila jak velkovévodkyně Kristina Lotrinská, tak Marie Medicejská, budoucí francouzská královna. Mezitím v Sieně zemřel arcibiskup Piccolomini a jeho nástupcem se stal kardinál Francesco Maria Tarugi, který se snažil přivést Passiteu a její společnice zpět do Sieny s cílem uskutečnit to, co požadovala od svého předchůdce. Dne 1. ledna 1597 vydal arcibiskup Tarugi dokument jako první akt nového založení kláštera Sant'Egidio, který byl slavnostně a definitivně schválený 21. července 1600 papežem Klementem VIII. Klášter a jeho kostel byly zničeny v roce 1910 kvůli stavbě nové budovy pošty. Podobné kláštery byly otevřeny v Santa Fiora a Piombino.
Zemřela 13. května 1615.

## Proces svatořečení
Proces byl zahájen 20. dubna 1711. Proces kanonizace nepřekročil diecézní úroveň kvůli silným podezřením z možných intrik na francouzském dvoře.